# Décembre 1872

## Événements
- 1er décembre : pour la première fois, la colonie du Cap est dotée d’un gouvernement local responsable. John Charles Molteno devient Premier ministre (fin en 1878)

- 20 décembre : la carte postale est introduite en France par la loi de finance sur proposition du député Louis Wolowski.

- 23 décembre : Amor De Cosmos devient premier ministre de Colombie-Britannique, remplaçant John Foster McCreight.

- 26 décembre (Chine) : Du Wenxiu, chef de la rébellion musulmane du Yunnan, est exécuté.

## Naissances
- 3 décembre : William Haselden, dessinateur d'humour anglais († 25 décembre 1953).
- 23 décembre : Charles Bélec, politicien fédéral provenant du Québec.
- 28 décembre : Pío Baroja, écrivain espagnol († 30 octobre 1956).